# Mean Time
Albums de The Barracudas
Drop Out with The Barracudas
(1981) Endeavour to Persevere
(1984)
Mean Time est un album de rock du groupe britannique The Barracudas, sorti en 1983.

## Présentation
L'album est produit par Pete Gage (en). Il est enregistré en octobre et novembre 1982 au Startling Studios, le studio de Ringo Starr, à Ascot en Angleterre.
Il ne comprend que des créations originales sauf une reprise de I Ain't A Miracle Workers, un morceau de The Brogues qui apparaît sur la compilation Nuggets.
C'est le premier album du groupe comprenant Chris Wilson, ex-guitariste de The Flamin' Groovies.
Il sort en janvier 1983 sur Closer Records. C'est le premier album de ce label havrais, créé spécialement pour l'occasion, les Barracudas étant alors sans maison de disques.
Il est réédité en 1995 par Mau Mau, un sous-label de Demon Records (en) avec deux titres supplémentaires.

## Liste des titres
| A1. | Grammar of Misery         | Gluck, Wills  | 3:23 |
| A2. | Bad News                  | Wills         | 3:13 |
| A3. | I Ain't No Miracle Worker | Mantz, Tucker | 2:54 |
| A4. | Be My Friend Again        | Gluck, Wilson | 2:32 |
| A5. | Shades of Today           | Gluck, Wills  | 3:02 |
| A6. | Dead Skin                 | Gluck, Wills  | 3:11 |

| Face B | Face B                 | Face B        | Face B | Face B | Face B | Face B | Face B | Face B | Face B |
| No     | Titre                  | Auteur        | Durée  |        |        |        |        |        |        |
| ------ | ---------------------- | ------------- | ------ | ------ | ------ | ------ | ------ | ------ | ------ |
| B1.    | Middle Class Blues     | Ronco, Wilson | 3:17   |        |        |        |        |        |        |
| B2.    | You've Come a Long Way | Wills         | 2:52   |        |        |        |        |        |        |
| B3.    | Ballad of a Liar       | Gluck, Wills  | 3:36   |        |        |        |        |        |        |
| B4.    | When I'm Gone          | Wills         | 3:36   |        |        |        |        |        |        |
| B5.    | Eleventh Hour          | Gluck, Wills  | 2:54   |        |        |        |        |        |        |
| B6.    | Hear Me Calling        | Wills         | 3:53   |        |        |        |        |        |        |
| 38:23  |                        |               |        |        |        |        |        |        |        |

| Titres supplémentaires - Réédition CD (Mau Mau, 1995) | Titres supplémentaires - Réédition CD (Mau Mau, 1995) | Titres supplémentaires - Réédition CD (Mau Mau, 1995) | Titres supplémentaires - Réédition CD (Mau Mau, 1995) | Titres supplémentaires - Réédition CD (Mau Mau, 1995) | Titres supplémentaires - Réédition CD (Mau Mau, 1995) | Titres supplémentaires - Réédition CD (Mau Mau, 1995) | Titres supplémentaires - Réédition CD (Mau Mau, 1995) | Titres supplémentaires - Réédition CD (Mau Mau, 1995) | Titres supplémentaires - Réédition CD (Mau Mau, 1995) |
| No                                                    | Titre                                                 | Auteur                                                | Durée                                                 |                                                       |                                                       |                                                       |                                                       |                                                       |                                                       |
| ----------------------------------------------------- | ----------------------------------------------------- | ----------------------------------------------------- | ----------------------------------------------------- | ----------------------------------------------------- | ----------------------------------------------------- | ----------------------------------------------------- | ----------------------------------------------------- | ----------------------------------------------------- | ----------------------------------------------------- |
| 13.                                                   | Be My Friend Again                                    | Gluck, Wills                                          | 2:31                                                  |                                                       |                                                       |                                                       |                                                       |                                                       |                                                       |
| 14.                                                   | Stolen Heart                                          | Wills                                                 | 2:50                                                  |                                                       |                                                       |                                                       |                                                       |                                                       |                                                       |
| 43:44                                                 |                                                       |                                                       |                                                       |                                                       |                                                       |                                                       |                                                       |                                                       |                                                       |

## Membres du groupe
- Jeremy Gluck : chant
- Robin Wills : guitares, chant
- Chris Wilson : guitares, chant
- Jim Dickson : basse, chant
- Terry Smith : batterie, percussion

Invité
- Pete Gage (en) : claviers sur Hear Me Calling